# Gina Mambrú
Gina Altagracia Mambrú (ur. 21 stycznia 1986 roku w Santo Domingo) – dominikańska siatkarka, reprezentantka kraju, grająca na pozycji atakującej. 

## Sukcesy klubowe
Mistrzostwo Japonii:
- 2009

## Sukcesy reprezentacyjne
Mistrzostwa Ameryki Północnej Juniorek:
- 2006

Mistrzostwa Ameryki Północnej, Środkowej i Karaibów:
- 2009, 2019
- 2013, 2015

Puchar Wielkich Mistrzyń:
- 2009

Puchar Panamerykański:
- 2010, 2014, 2016
- 2009, 2011, 2015, 2017, 2018, 2019

Volley Masters Montreux:
- 2013

Igrzyska Panamerykańskie:
- 2015

## Nagrody indywidualne
- 2006: Najlepsza atakująca Mistrzostw Ameryki Północnej Juniorek
- 2009: Najlepsza atakująca Mistrzostw Japonii
- 2010: Siatkarka roku na Dominikanie
- 2013: Najlepsza atakująca Pucharu Wielkich Mistrzyń
- 2015: Najlepsza atakująca Igrzysk Panamerykańskich